# Gunilla André
Gunilla Katarina André, född Arvidsson 10 maj 1931 i Vallstena församling i Gotlands län, är en svensk centerpartistisk politiker och tidigare riksdagsledamot. Hon var ordförande för centerkvinnorna 1986–1991.
André varnade för risker med kärnkraft 1970 och tog upp frågan om Geijeraffären i riksdagen 1980.